# Creu de terme de Pujalt
La Creu de terme de Pujalt és una creu de terme situada a la plaça de Sant Andreu de Pujalt (Anoia), enfront de l'església de Sant Andreu de Pujalt.
És una creu celta de pedra de braços rectes sense terminacions. En una cara presenta tallada la imatge de Crist crucificat, que té les cames mutilades, i a l'altra la Mare de Déu. Al capitell hi ha gravat l'any 1980. El fust és de secció hexagonal i està fixat sobre un pedestal quadrangular i tres graons de pedra.
L'actual creu de terme, situada davant de l'església de Sant Andreu de Pujalt, s'ubicà en aquest espai l'any 1980. Va ser reconstruïda per veïns del poble utilitzant parts de l'antiga creu com la base o el fust. La creu és completament nova. L'antiga datava de l'any 1695 i estava situada front Cal Lluc, al carrer de la Bassa i va ser destruïda per una forta ventada l'any 1915.